# Von Mühlen

Geslachtswapen Nederland (1828)

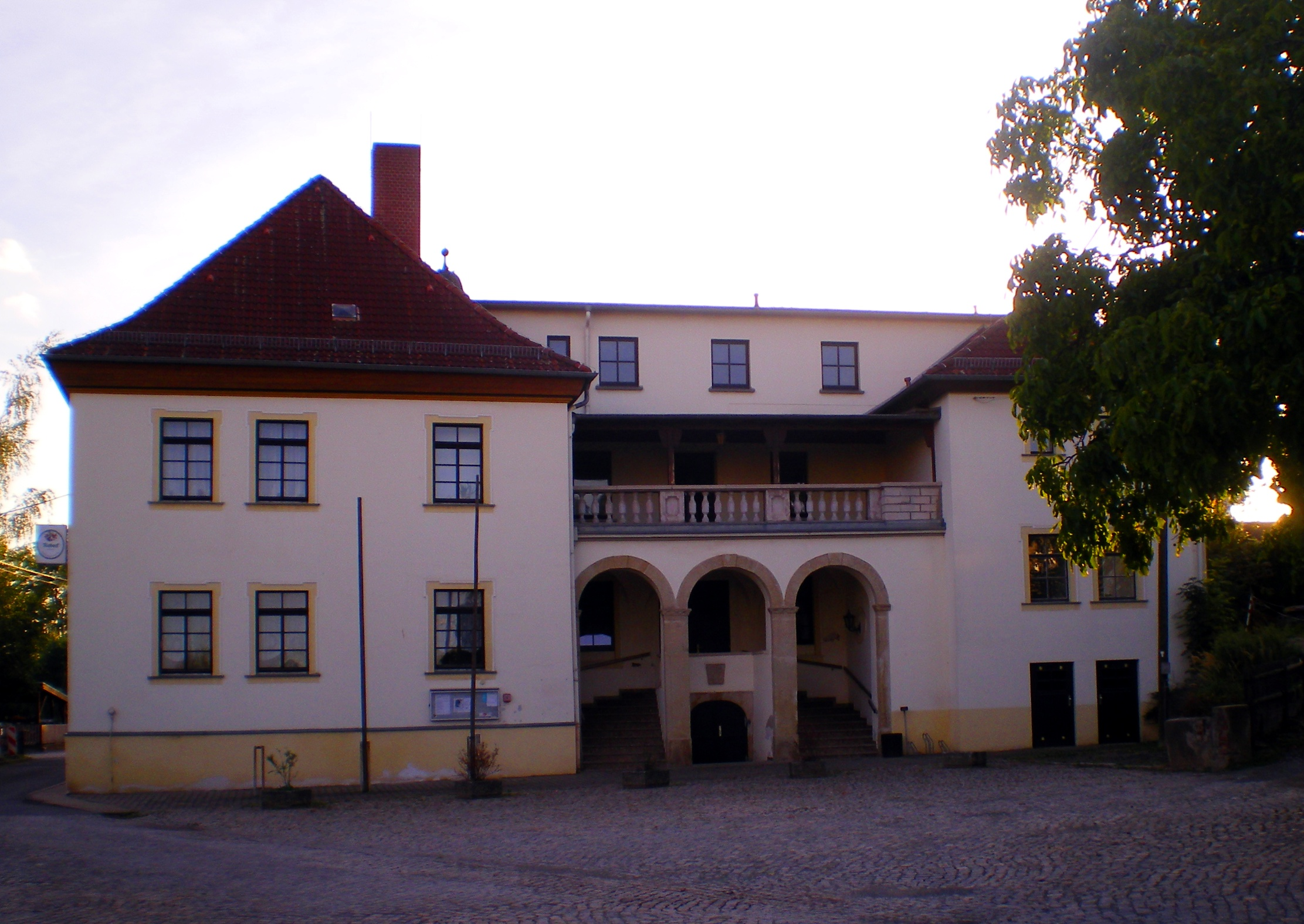
Slot van het voormalige riddergoed Kauern

Von Mühlen is een uit Colditz afkomstig geslacht waarvan leden sinds 1828 tot de Nederlandse adel behoren.

## Geschiedenis
De stamreeks begint met Friedrich Müller die in 1588 burger werd van Leipzig, zijnde afkomstig uit Colditz. Een nazaat, Johann Jacob Müller (von Mühlen) (1702-1763) werd officier, laatstelijk generaal-majoor in Statendienst; hij kocht het riddergoed Kauern (Thüringen) en nam bij contract van 1754 naam en wapen van het niet verwante geslacht "Von Mühlen" aan. Diens zoon werd bij Koninklijk Besluit van 18 april 1828 ingelijfd in de Nederlandse adel.
Kleinkinderen van de laatste werden opgenomen in de Württembergse adelsregisters met de titel van Freiherr (Nederlands: baron). Deze Duitse baronale tak kende in 1971 nog verscheidene manneijke telgen en levert dus het hoofd van het Nederlandse zowel als Duitse geslacht. Overigens behoren deze telgen ook allen tot de Nederlandse adel, maar ze zijn niet opgenomen in het laatste deel van het Nederland's Adelsboek.

## Enkele telgen
Johann Jacob Müller (1702-1763), officier, laatstelijk generaal-majoor in Statendienst, nam bij contract van 1754 naam en wapen "Von Mühlen" aan
- Jhr. Carl Johann Philipp von Mühlen (1745-1837), officier in Statendienst, laatstelijk kapitein
  - Jhr. Frederik von Mühlen (1787-1871), kolonel in Württembergse dienst, in 1847 opgenomen in het Adelige Ganerbschaft des Hauses Alten Limpurg[1]
    - Jhr. Gustav  (Duits: Freiherr) von Mühlen (1839-1923), majoor, in 1914 in de Württembergse adelsregisters met de titel van Freiherr opgenomen
      - Jhr. Friedrich  (Duits: Freiherr) von Mühlen (1866-1933), generaal-majoor
        - Jhr. Kurt (Duits: Freiherr) von Mühlen (1905-1971), luitenant-generaal tijdens de Tweede Wereldoorlog[2]
          - Jhr. Ulrich  (Duits: Freiherr) von Mühlen (1943), na het overlijden van zijn vader in 1971 als enige nog in leven zijnde zoon chef de famille

      - Jhr. Arthur (Duits: Freiherr) von Mühlen (1872-1922), officier in Württembergse dienst
        - Jhr. Klaus  (Duits: Freiherr) von Mühlen (1909-1985), Duits politicus, onder andere lid van de Duitse Bondsdag[3]

  - Jhr. Ferdinand von Mühlen (1793-1864), luitenant-kolonel titulair
    - Jhr. Carl Johann von Mühlen (1828-1900), luitenant-ter-zee
      - Jhr. Johan Carl Ferdinand von Mühlen (1868-1953), viceadmiraal titulair, adjudant van koningin Wilhelmina, adjudant en particulier secretaris van prins Hendrik
        - Jhr. mr. Carl Johann Philipp von Mühlen (1906-1968), kapitein-luitenant-ter-zee, permanent vertegenwoordiger van Nederland bij de NATO
          - Jhr. mr. Johan Carel Ferdinand (John) von Mühlen (1940-2018), ambassadeur
            - Jhr. drs. Cai von Mühlen BA (1971), sinds het overlijden van zijn vader hoofd van de Nederlandse tak

        - Jkvr. Maria Aletta Rebecca von Mühlen (1908-2014), dame du palais honoraire van Juliana

    - Jhr. Ferdinand Frederik von Mühlen (1831-1907), generaal-majoor titulair, adjudant i.b.d. van koning Willem III en koningin Wilhelmina